# Хорчин-Юицяньци
Хорчин-Юицяньци (кит. упр. 科尔沁右翼前旗, пиньинь Kē'ěrqìn Yòuyì Qián qí) — хошун аймака Хинган, расположен во Внутренней Монголии (Китай). Название хошуна означает «переднее знамя правого крыла хорчинов».

## История
Предки нынешнего населения этих мест жили между рекой Аргунь и озером Хулун. В XV веке они откочевали на восток, за Большой Хинган, и расселились вдоль реки Нэньцзян; возглавил их потомок в 15-м поколении Джочи-Хасара, и потому они стали известны как «хорчины» («стрелки из лука»). Потом часть хорчинов откочевала на юг, расселившись по обширной территории.
Когда в XVII веке южные монголы покорились маньчжурам, те ввели среди монголов «знамённую» систему. Хорчины были разделены на правое (восточное) и левое (западное) «крылья», а хорчины правого крыла были дополнительно разделены на переднее, среднее и тыльное «знамёна» (по-монгольски — хошуны).
После Синьхайской революции эти земли были переданы под юрисдикцию провинции Хэйлунцзян. После японской интервенции 1931 года в 1932 году на территории китайского Северо-Востока было образовано марионеточное государство Маньчжоу-го. Власти Маньчжоу-го образовали на этих землях хошун Сиджагар-Ци (喜札嘎尔旗) провинции Синъань.
После войны на этих землях был образован хошун Хорчин-Юицяньци аймака Хинган. 16 января 1946 года в посёлке Ванъемяо состоялся Съезд Народных представителей Восточной Монголии, который избрал Народное автономное правительство Восточной Монголии. Впоследствии оно самораспустилось, влившись в Объединённое собрание движения за автономию Внутренней Монголии. 23 апреля 1947 года в Ванъемяо состоялось Собрание народных представителей Внутренней Монголии, которое 1 мая 1947 года избрало Автономное правительство Внутренней Монголии во главе с Уланьфу. В декабре 1947 года Ванъемяо, бывший местом пребывания Автономного правительства, был выделен из состава Хорчин-Юицяньци и переименован в Улан-Хото. Он был столицей Внутренней Монголии до декабря 1949 года.
В 1953 году восток Внутренней Монголии был выделен в особую административную единицу, и аймак Хинган был расформирован. В 1954 году от особого статуса восточной части Внутренней Монголии было решено отказаться, однако аймак восстанавливать не стали, а его бывшие земли вошли в состав аймака Хулун-Буир. В 1958 году был ликвидирован автономный статус Улан-Хото, и его земли вернулись в состав Хорчин-Юицяньци.
В 1969 году хошун был передан в состав округа Байчэн провинции Гирин. В 1979 году хошун был возвращён в состав аймака Хулун-Буир.
В 1980 году был воссоздан аймак Хинган, при этом из состава Хорчин-Юицяньци был вновь выделен Улан-Хото. В 1996 году из состава Хорчин-Юицяньци был выделен городской уезд Аршан.

## Население
Среди местных жителей распространён хорчинский диалект монгольского языка.

## Административное деление
Хошун Хорчин-Юицяньци делится на 9 посёлков, 1 волость, 1 национальную волость и 3 сомона.

## Экономика
Главной отраслью экономики является сельское хозяйство, включая кочевое скотоводство, выращивание яблок, грибов и папоротников. Также в районе развиваются пищевая промышленность (производство сухофруктов, цукатов, джемов, сока и пряников), лёгкая промышленность (в том числе шёлковая промышленность), ветряная энергетика.

## Транспорт
Через территорию района проходят:
- Национальное шоссе Годао 111 (Пекин — Мохэ)
- Национальное шоссе Годао 302 (Хуньчунь — Улан-Хото)
- Железная дорога Байчэн — Аршан

Ближайший аэропорт расположен в Улан-Хото.